# Teorie velkého třesku (10. řada)
V pořadí desátá řada seriálu Teorie velkého třesku navazuje na devátou řadu. V premiéře ji vysílala americká televize CBS ve vysílací sezóně 2016/2017. Série má standardních 24 dílů. První díl byl odvysílán 19. září 2016.

## Seznam dílů
| Č. v seriálu | Č. v řadě | Původní název                    | Český název                        | Režie           | Scénář | Premiéra v USA     | Premiéra v ČR | Produkční kód | Sledovanost v USA (v mil.) |
| ------------ | --------- | -------------------------------- | ---------------------------------- | --------------- | --- | ------------------ | ------------- | ------------- | -------------------------- |
| 208          | 1         | The Conjugal Conjecture          | Sonda do rodinných vazeb           | Mark Cendrowski | námět: Chuck Lorre, Steve Holland a Tara Hernandez scénář: Steve Molaro, Eric Kaplan a Jim Reynolds                   | 19. září 2016      | 4. září 2017  | T12.15303     | 15,82                      |
| 209          | 2         | The Military Miniaturization     | Miniaturizace po vojensku          | Mark Cendrowski | námět: Chuck Lorre, Eric Kaplan a Jim Reynolds scénář: Steven Molaro, Steve Holland a Maria Ferrari                   | 26. září 2016      | 4. září 2017  | T12.15301     | 14,24                      |
| 210          | 3         | The Dependence Transcendence     | Pseudoproblém se závislostí        | Mark Cendrowski | námět: Steven Molaro, Saladin K. Patterson a Tara Hernandez scénář: Steve Holland, Maria Ferrari a Jeremy Howe        | 3. října 2016      | 5. září 2017  | T12.15302     | 14,32                      |
| 211          | 4         | The Cohabitation Experimentation | Experimentování se soužitím        | Mark Cendrowski | námět: Chuck Lorre a Dave Goetsch a Maria Ferrari scénář: Steven Molaro, Steven Holland a Tara Hernandez              | 10. října 2016     | 5. září 2017  | T12.15304     | 14,41                      |
| 212          | 5         | The Hot Tub Contamination        | Kontaminace vířivky                | Mark Cendrowski | námět: Chuck Lorre, Maria Ferrari a Tara Hernandez scénář: Steve Holland, Eric Kaplan a Jim Reynolds                  | 17. října 2016     | 6. září 2017  | T12.15305     | 14,20                      |
| 213          | 6         | The Fetal Kick Catalyst          | Fetální kopnutí                    | Mark Cendrowski | námět: Steven Molaro, Tara Hernandez a Jeremy Howe scénář: Steven Molaro, Saladin K. Patterson a Anthony Del Broccolo | 27. října 2016     | 6. září 2017  | T12.15306     | 14,31                      |
| 214          | 7         | The Veracity Elasticity          | Aspekty pravdomluvnosti            | Mark Cendrowski | námět: Steven Molaro, Eric Kaplan a Maria Ferrari scénář: Steve Holland, Jim Reynolds a Adam Faberman                 | 3. listopadu 2016  | 7. září 2017  | T12.15307     | 14,18                      |
| 215          | 8         | The Brain Bowl Incubation        | Inkubace mozkových buněk           | Mark Cendrowski | námět: Chuck Lorre, Steve Holland a Saladin K. Patterson scénář: Steve Molaro, Maria Ferrari a Tara Hernandez         | 10. listopadu 2016 | 7. září 2017  | T12.15308     | 14,47                      |
| 216          | 9         | The Geology Elevation            | Zneuznaný génius                   | Mark Cendrowski | námět: Chuck Lorre, Erik Kaplan a Maria Ferrari scénář: Steve Holland, Jim Reynolds a Jeremy Howe                     | 17. listopadu 2016 | 11. září 2017 | T12.15309     | 14,34                      |
| 217          | 10        | The Property Division Collision  | Šachování se společným majetkem    | Mark Cendrowski | námět: Steven Holland, Bill Prady a Steve Goetsch scénář: Steven Molaro, Maria Ferrari a Tara Hernandez               | 1. prosince 2016   | 11. září 2017 | T12.15310     | 14,54                      |
| 218          | 11        | The Birthday Synchronicity       | Synchronicita narozenin            | Nikki Lorre     | námět: Chuck Lorre, Steve Holland a Maria Ferrari scénář: Steven Molaro, Eric Kaplan a Tara Hernandez                 | 15. prosince 2016  | 12. září 2017 | T12.15311     | 15,96                      |
| 219          | 12        | The Holiday Summation            | Resumé vánočních svátků            | Mark Cendrowski | námět: Steven Molaro, Eric Kaplan a Tara Hernandez scénář: Steve Holland, Maria Ferrari a Jeremy Howe                 | 5. ledna 2017      | 12. září 2017 | T12.15312     | 16,80                      |
| 220          | 13        | The Romance Recalibration        | Reorganizace vztahu                | Mark Cendrowski | námět: Chuck Lorre, Dave Goetsch a Anthony Del Broccolo scénář: Steven Molaro, Steve Holland a Saladin K. Patterson   | 19. ledna 2017     | 13. září 2017 | T12.15313     | 15,15                      |
| 221          | 14        | The Emotion Detection Automation | Prototyp emočního detektoru        | Mark Cendrowski | námět: Chuck Lorre, Steven Molaro a Eric Kaplan scénář: Steve Holland, Jim Reynolds a Saladin K. Patterson            | 2. února 2017      | 13. září 2017 | T12.15314     | 14,66                      |
| 222          | 15        | The Locomotion Reverberation     | Další manipulace lokomotivou       | Mark Cendrowski | námět: Chuck Lorre, Steve Holland a Jim Reynolds scénář: Steven Molaro, Maria Ferrari a Tara Hernandez                | 9. února 2017      | 14. září 2017 | T12.15315     | 14,15                      |
| 223          | 16        | The Allowance Evaporation        | Sublimace kapesného                | Mark Cendrowski | námět: Eric Kaplan, Maria Ferrari a Jeremy Howe scénář: Steve Molaro, Steve Holland a Jim Reynolds                    | 16. února 2017     | 14. září 2017 | T12.15316     | 13,51                      |
| 224          | 17        | The Comic-Con Conundrum          | Šaráda s Comic-Conem               | Mark Cendrowski | námět: Eric Kaplan, Saladin K. Patterson a Tara Hernandez scénář: Steve Molaro, Steve Holland a Maria Ferrari         | 23. února 2017     | 18. září 2017 | T12.15317     | 13,38                      |
| 225          | 18        | The Escape Hatch Identification  | Metafora s únikovým východem       | Mark Cendrowski | námět: Steven Molaro, Eric Kaplan a Anthony Del Broccolo scénář: Steve Holland, Jim Reynolds a Tara Hernandez         | 9. března 2017     | 18. září 2017 | T12.15318     | 13,08                      |
| 226          | 19        | The Collaboration Fluctuation    | Fluktuace spolupráce               | Mark Cendrowski | námět: Chuck Lorre, Tara Hernandez a Giuseppe Graziano scénář: Steve Molaro, Steve Holland a Dave Goetsch             | 30. března 2017    | 18. září 2017 | T12.15319     | 12,78                      |
| 227          | 20        | The Recollection Dissipation     | Bezprecedentní ztráta paměti       | Mark Cendrowski | námět: Eric Kaplan, Tara Hernandez a Jeremy Howe scénář: Steve Molaro, Steve Holland a Maria Ferrari                  | 6. dubna 2017      | 18. září 2017 | T12.15320     | 12,59                      |
| 228          | 21        | The Separation Agitation         | Frustrace z odloučení              | Mark Cendrowski | námět: Steven Molaro, Jim Reynolds a Maria Ferrari scénář: Steve Holland, Tara Hernandez a Jeremy Howe                | 13. dubna 2017     | 20. září 2017 | T12.15321     | 11,89                      |
| 229          | 22        | The Cognition Regeneration       | Akceptace nezdolatelné výzvy       | Mark Cendrowski | námět: Steve Holland, Tara Hernandez a Jeremy Howe scénář: Dave Goetsch, Eric Kaplan a Jim Reynolds                   | 27. dubna 2017     | 20. září 2017 | T12.15322     | 12,52                      |
| 230          | 23        | The Gyroscopic Collapse          | Konfiskace z přísně tajných důvodů | Anthony Rich    | námět: Chuck Lorre, Steve Holland a Alex Ayers scénář: Steven Molaro, Jim Reynolds a Saladin K. Patterson             | 4. května 2017     | 21. září 2017 | T12.15323     | 12,39                      |
| 231          | 24        | The Long Distance Dissonance     | Rizika vztahů na dálku             | Mark Cendrowski | námět: Steven Molaro, Eric Kaplan a Jim Reynolds scénář: Chuck Lorre, Steve Holland a Tara Hernandez                  | 11. května 2017    | 21. září 2017 | T12.15324     | 12,99                      |